# 安多宁长城

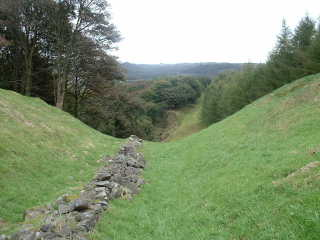
安東尼長城

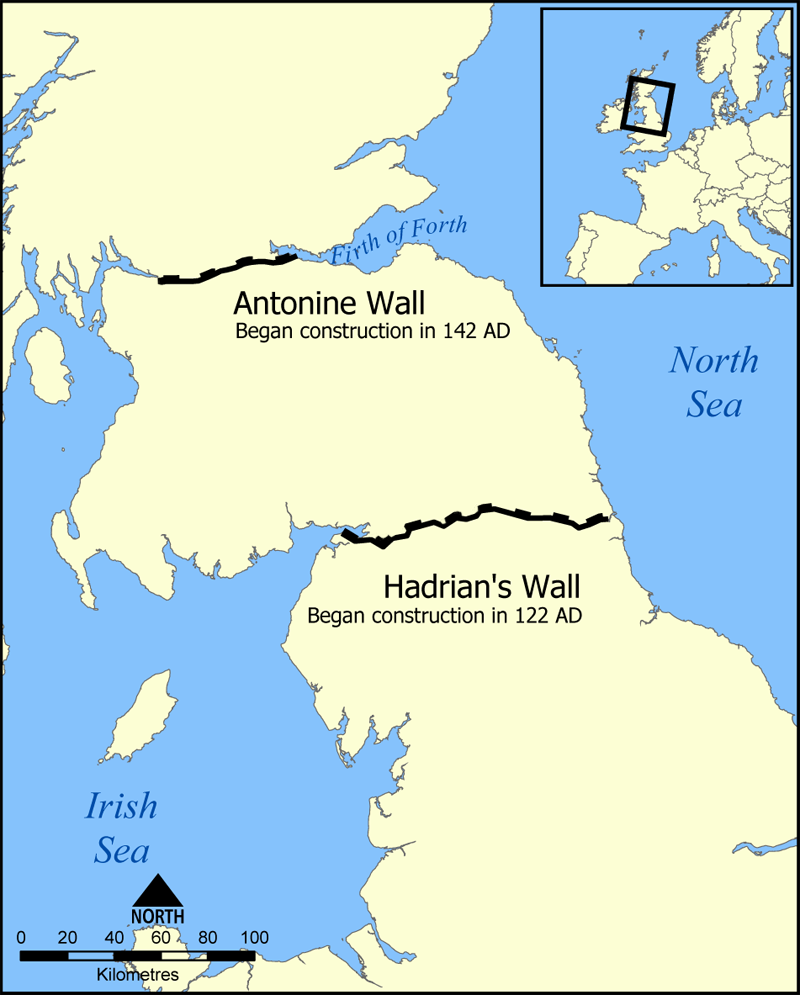
安東尼長城的地理位置

安東尼長城（英語：Antonine Wall，又译安多宁边墙） 位于今日苏格兰境内，在羅馬帝國君主安敦宁·毕尤在位时兴建（始建于142年，建成于154年）。它西起克莱德河河口，东至福斯湾，全长63公里，高约3米，宽5米，将当时南部属古罗马管辖的不列顛尼亚和北部的喀里多尼亞（蘇格蘭在羅馬時代的古名）隔开，并通过其北方的深沟来协助保证安全。

## 概述
安东尼长城位于克莱德湾和福斯湾之间。他有一个石头的地基以及一面青苔石建成的墙。每两英里有一个堡垒，自北向南这座长城由一条深沟、一堵墙和用作军事的道路构成。

## 位置及建造
罗马帝国君主安敦宁·毕尤于约公元142年下令建设安东尼长城。当时的罗马帝国的不列颠总督乌尔比库斯，来监督建造，花费了12年左右才建造完成。这个长城自克莱德湾附近的西邓巴顿郡的旧基尔帕特里克到福斯湾附近的博内斯共计长63公里，它取代了南方的哈德良长城，扩张罗马帝国的版图和统治地位，作为不列颠尼亚的边境。不过，即使罗马人为了保护自己的路线，在安东尼长城以北的苏格兰北部建立了许多堡垒和临时营地，但他们并没有再向北征服喀里多尼亞人，以至于安东尼长城经常遭受攻击。罗马人称安东尼长城以北为喀里多尼亞，尽管有时可以指哈德良长城以北的广大地区。

安东尼长城要比哈德良长城要短，而且是用青苔石建成的，但仍然是一个令人印象深刻的成就。塔楼的石头地基和翼墙表明，原计划是建立一个类似哈德良长城的石墙，但很快这个计划就被放弃。竣工后，安东尼长城就像一个土堆一样，大约4米高，用分层的草皮构成，北部偶尔有些深沟，南方就是罗马大道。罗马人本来计划每10公里建造一座堡垒，但很快就被修改为每3.3公里为一座，所以最后建成了整整19个堡垒。保存最好的，也是最短的堡垒之一是粗糙之堡。除了那些堡垒，还至少有9个更小的小堡，非常可能是每1.6公里一个，这也是原始方案的一部分，只不过后来其中一些被更大的堡垒取代了。如今最明显的小堡就是金内尔（Kinneil）小堡，在整个长城偏东的地方，博内斯附近。

除了长城本身在东部和西部都有可以被视为前哨站和（或）补给设施的堡垒外，长城本身也是。另外在卡斯岭（Gask Ridge）地区的一些堡垒也发挥了作用，例如阿多克堡，斯兰瑞斯堡，贝尔塔堡，或许Dalginross和卡吉尔堡也发挥了那样的作用。

## 遗弃
这座长城建成八年后，罗马军团向南退到哈德良长城，就被放弃了，随着时间的推移，一些操着布立吞亚支语言的人在这里定居，他们就像一个缓冲带，后来那里被称为亨奥格莱兹（意為“古老的北方之地”）。公元197年这里经过一系列的攻击后，罗马帝国皇帝赛维鲁于同年到达喀里多尼亚（今苏格兰）前线，并且修复了安东尼长城。虽然重新收复安东尼长城的时间仅仅持续了几年，但这座长城有时候还被罗马的历史学家称为赛维鲁之墙（Severan Wall），这导致了一些后世学者，如比德误以为安东尼长城是哈德良长城的一部分。

## 罗马人离开后的历史

### 格里姆堤
在一些中世纪的史料中，例如约翰·福尔登所编写的编年史中，这座长城就被称为格吕默堤（Gryme's dyke）。福尔登说：“这个名字来自法克哈尔（Farquahar）的儿子，虚构的国王因格纽斯（Eugenius）的祖父”。随着时间的推移，逐渐演变成了“格雷厄姆堤”（Graham's dyke），在博内斯附近的城墙上还能够发现这个名字的名字，并与格雷厄姆家族有联系。值得注意的是“格雷厄姆”在苏格兰一些地区是魔鬼的昵称，因此格吕默堤也就成了“恶魔堤”，同样的在德国南部也有一个被称为“托于菲尔斯毛尔（Teufelsmauer）”（意为恶魔墙）的古罗马边墙。格里姆尔和格里姆是奥丁或沃登的别称，或许是想要在极短时间内完成工程，因而赐名。这个名称与多次在英格兰早期城墙发现的“格里姆渠”相似，例如：瓦灵福德附近，巴尔顿汉姆和伯克翰斯德之间。在安敦宁·毕尤之后，其他使用过的名字有：毕尤墙、安敦宁堡垒。赫克托在1527年所著的《苏格兰通史》中称其为“阿伯康之墙”，复述了这座城墙被格雷厄姆摧毁的故事。

### 世界遗产
英国政府于2003年首次正式将安东尼长城作为世界遗产候选地提名至联合国教科文组织。自2005年以来，苏格兰政府就一直支持这项提名，并在2006年得到了苏格兰文化部长帕特里夏的支持。2007年1月，英国对此进行官方提名，并于同年5月再次呼吁苏格兰议员们支持这一提名。2008年7月7日，安东尼长城被列为世界遗产“罗马帝国的边境”，尽管在文本中有提及，但并没有出现在联合国教科文组织的世界遗产地图上。

### 保护状态
苏格兰历史环境局负责管理长城沿线的几个遗址：
- 巴尔希尔堡（英语：Bar Hill Fort）
- 拜尔斯顿浴室
- 卡斯尔凯里（英语：Castlecary）
- 克罗伊丘（英语：Croy Hill）
- 杜拉特（英语：Dullatur）
- 拉夫堡
- 西贝格斯森林（英语：Seabegs Wood）
- 沃特林旅馆（英语：Watling Lodge）
- 韦斯特伍德，坎伯诺尔德

任何景点都无人值守，并适时开放。

## 地图上的长城

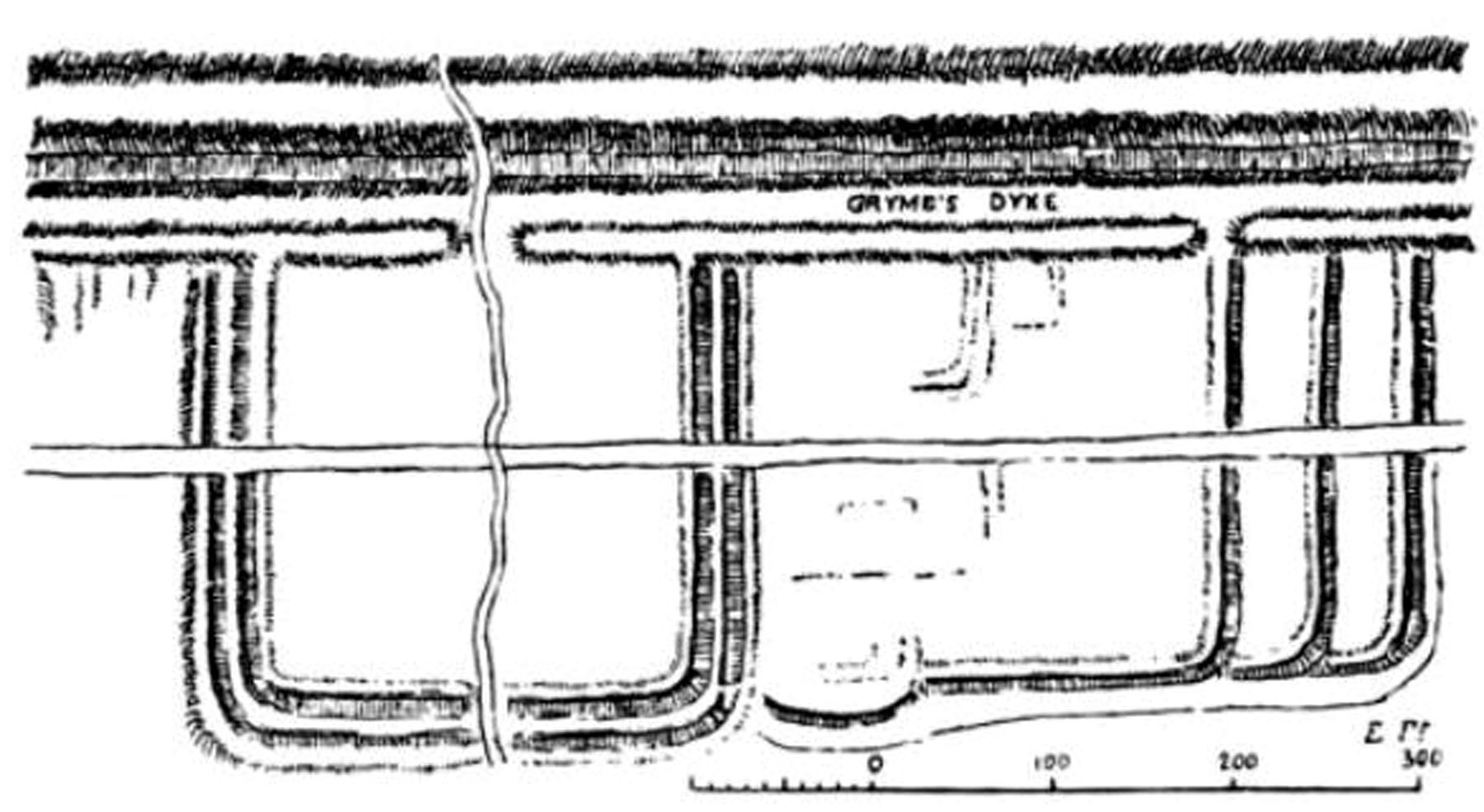
威廉·罗伊于1775年绘制的安东尼长城的拉夫鲍

最早系统性绘制的安东尼长城地图是由威廉·罗伊在1764年完成的，他是英国地形测量局的先驱。他提供了遗迹准确的位置、详细的图纸和被破坏后的发展情况，他留下的地图和图纸，现在是这件事唯一可靠的记录。

## 文学作品
这座北方长城出现在沙特克里夫的一些历史演义小说中：例如在《马主的印记》（The Mark of the Horse Lord）中是罗马的一个全功能前哨站，在《边疆之狼》（Frontier Wolf）中是一座废墟。